# Access (grupo)
Access (mais cedo conhecido como AXS) é um grupo de música japonês. Seus membros são Daisuke Asakura e Hiroyuki Takami. Eles são parte da Sony Music Japan.
Access foi formado em 1991 depois do cantor Hiroyuki Takami se apresentou como um convidado para o compositor/produtor Daisuke Asakura.
Os dois gravaram 3 álbuns antes do anúncio de sua separação em 1995 por motivos desconhecidos.
Em 2002, os dois se reuniram com muita alegria.
AXS é seu apelido. Enquanto se fala AXS, ele é atualmente não um "X" normal, mas sim duas setas ("→←S"). O apelido foi inventado por Takami. A primeira aparição do grupo foi no álbum "FAST ACCESS". AXS recolocou o seu nome no seu terceiro single chamado "NAKED DESIRE." O logo foi feito com muitas variações, dependendo de como eram usados.
Esse é o único álbum que tem em seus créditos o nome do grupo: "AXS Remix Best Tracks." Em todos os álbuns de 1993-1995 foram creditados como "músicas por AXS."
Antes de sua reunião em 2002, o logo e o apelido não foram muito usados nos créditos de músicas remixadas do álbum e da turnê de "Crossbridge."
Em 2006 para a turnê "blanc" e "rouge", AXS reapareceu usando um casaco de armas para o logo da turnê.
Em 2007, juntos fizeram o tema de abertura de Code Geass: Lelouch of the Rebellion STAGE24 & 25, e a terceira abertura de D.Gray-Man.
Em Julho de 2008, seu novo single "Dream Runner" estreou sendo exibido ao ar como tema de abertura de um drama da TV chamado Here is Greenwood.

## Discografia

### Álbuns
- Fast Access (1993)
- Access II (1993)
- Misty Heartbreak Re-Sync Style (1994)
- Delicate Planet (1994)
- Live Ones Sync - Across Japan Tour '93-'94 (1995)
- Live Zeros Sync - Across Japan Tour '93-'94 (1995)
- AXS Single Tracks (1995)
- Sync - Beat Box -893 Days- (1999)
- Crossbridge (2002)
- Rippin' GHOST (2003)
- Re-sync GHOST (2003)
- diamond cycle (2007)
- binary engine (2007)
- access best selection (2007)
- Secret Cluster (2012)
- access BEST~double decades + half~ (2017)
- Heart Mining (2017)

### DVD
- FAST ACCESS LOOKING 4 REFLEXIONS (1992)
- SECOND ACCESS LOOKING 4 REFLEXIONS II (1994)
- LIVE REFLEXIONS ACCESS TO SECOND (1994)
- LOOKING 4 REFLEXIONS III DELICATE PLANET (1994)
- LOOKING 4 REFLEXIONS IV SEQUENCE MEDITATION (1995)
- LIVE REFLEXIONS II SYNC-ACROSS JAPAN TOUR '94 DELICATE PLANET ARENA STYLE (1995)
- Access Tour 2002 "Crossbridge" Live at Tokyo International Forum (2002)
- Access Live Sync - Across 2002 "Summer Style" Live at Nippon Budokan (2003)
- access 15TH ANNIVERSARY DVD BOX (2008)